# 플라자 스위트
＜플라자 스위트＞(Plaza Suite)는 닐 사이먼의 코미디 희곡이다. 1968년 브로드웨이에서 초연되었다. 뉴욕 플라자 호텔이 배경인 3편의 단막극을 엮은 코믹 옴니버스극이다. 현대인이 겪는 여러 갈등을 재치 있는 대사, 코믹한 상황 묘사로 통찰력 있게 재현했다.

## 개요
뉴욕 플라자 호텔 스위트룸 719호에서 벌어지는 세 가지 에피소드가 펼쳐진다. 1부 ＜잠깐 들른 손님＞에서는 중년의 내쉬 부부가 플라자 호텔 719호를 방문한다. 카렌 내쉬는 남편과 신혼 때의 감정을 되살려 보려고 결혼기념일을 맞아 첫날밤을 보낸 호텔방으로 남편을 초대한다. 하지만 그녀의 계획은 틀어지고, 남편 샘의 외도 사실이 드러난다. 2부 ＜할리우드에서 온 손님＞에는 할리우드에서 성공가도를 걷고 있는 프로듀서 제스와 그의 어린 시절 연인 뮤릴이 플라자 스위트 719호를 찾는다. 제스가 할리우드에서 파티, 셀럽들에 파묻혀 화려한 나날을 보내는 동안 뮤릴은 동창 래리와 결혼해 평범한 주부가 되었다. 결혼과 이혼을 반복하던 제스는 우연히 동문회보에서 옛 연인 뮤릴을 보고 감정이 되살아나 뮤릴을 플라자 호텔 719호로 불러낸다. 처음엔 경계하던 뮤릴도 보드카 서너 모금에 경계를 풀고 제스의 유혹에 응한다. 3부 ＜결혼식 손님＞은 딸의 결혼식 당일 곤란을 겪는 허블리 부부 이야기다. 결혼식 시간이 가까워 오지만 딸은 플라자 호텔 719호 화장실에 틀어박혀 나오질 않는다. 어르고 달래고 야단도 쳐 보지만 소용이 없다. 막대한 비용을 들여 준비한 결혼식이 모두 허사가 될 판이다. 한참 만에 화장실 문이 열리고 딸이 신랑을 불러 달라고 요청한다.
1968년 뉴헤이븐 슈베르트 극장과 보스턴 콜로니얼 극장에서 공연되었다. 그해 2월 14일 브로드웨이 플리머스 극장에서 공연된 이래 1970년 10월 3일까지 1097회 공연되었다. 마이크 니콜스(Mike Nichols)가 연출을 맡았다. 마이크 니콜스 연출의 공연은 토니 어워즈에서 최고의 연출상을 수상했다. 닐 사이먼 역시 최고의 희곡상 후보에 올랐으나 톰 스토퍼드의 ＜로젠크란츠와 길던스턴의 죽음＞에 밀려 수상에는 실패했다. 닐 사이먼은 1971년 동명의 영화 제작 때 각색을 맡기도 했다.